# جيسيكا هارتمان
جيسيكا هارتمان (بالإنجليزية: Jessica Hartman)‏ هي متسابقة ملكة الجمال أمريكية، ولدت في القرن العشرين.